# Доње Мокрице
Доње Мокрице су насељено место у саставу града Петриње, у Банији, Република Хрватска.

## Становништво
Насеље је према попису становништва из 2011. године имало 57 становника.
| Националност       | 1991.     |
| Хрвати             | 99 (100%) |
| Срби               | 0         |
| Југословени        | 0         |
| остали и непознато | 0         |
| Укупно             | 99        |